# Aetiopedesoidea
Aetiopedesoidea (лат.) — надсемейство ракообразных из отряда бокоплавов.

## Описание
Лабрум с надрезом (аутапоморфия) или с зубцами (у Aetiopedesidae) или без зубцов (у Paragammaropsidae). Переоподы 3—4 с железами в расширенном мерусе. Эпимеры присутствуют (у Aetiopedesidae) или отсутствуют (у Paragammaropsidae). Рами уропода 3 с краевыми тонкими или жёсткими волосками. Тельсон крайне редуцирован, широкий и короткий дистолатеральные края с пучками жёстких волосков.

## Классификация
Включает два семейства и 3 монотипических рода.
- инфраотряд Corophiida
  - парвотряд Caprellidira
    - надсемейство Aetiopedesoidea Myers & Lowry, 2003
      - семейство Aetiopedesidae Myers & Lowry, 2003
        - род Aetiopedes Moore & Myers, 1988
          - Aetiopedes gracilis Moore & Myers, 1988

      - семейство Paragammaropsidae Myers & Lowry, 2003
        - род Paragammaropsis Ren, 1991
          - Paragammaropsis prenes Ren, 1991[4]

        - род Stebbingiella Marques-Junior & Senna, 2013
          - Stebbingiella globulosa Marques-Junior & Senna, 2013[5]